# Comuna Halahanivka, Semenivka
Halahanivka (în ucraineană Галаганівка) este o comună în raionul Semenivka, regiunea Cernihiv, Ucraina, formată din satele Halahanivka (reședința) și Hremeacika.

## Demografie
Componența lingvistică a comunei Halahanivka
     Rusă (58,06%)
     Ucraineană (41,94%)
Conform recensământului din 2001, majoritatea populației comunei Halahanivka era vorbitoare de rusă (58,06%), existând în minoritate și vorbitori de ucraineană (41,94%).